# Francesco Gonzaga (1546-1620)
Francesco Gonzaga (Gazzuolo (Italie), 31 juillet 1546, † Mantoue, 3 novembre 1620) est un franciscain, évêque et diplomate italien du XVIe siècle.

## Biographie
Issu d’une famille aristocratique et neveu du cardinal Hercule Gonzague, il est envoyé en 1555 (à l’âge de onze ans) en Flandre auprès de la Cour espagnole, par son oncle cardinal, où il s’initie aux arts de la chevalerie. Il suit la cour en Espagne, et se retrouve à Madrid et Tolède. C’est là qu’il souhaite se faire religieux, contre l’avis de toute sa famille, y compris du cardinal Hercule Gonzague, alors président du Concile de Trente. Il prend l’habit franciscain au couvent d’Alcalá le 17 mai 1562, et le nom de Francesco. Il professe ses vœux le 29 mai 1563, en présence de Juan et Carlos de Austria, d’Alexandre Farnèse et de nombreux membres de la noblesse. Il étudie la philosophie puis la théologie à l’Université d’Alcalá. Il est ensuite nommé prédicateur, lecteur et confesseur au sein de l’ordre. Il retourne ensuite en Italie, où il poursuit son activité d’enseignement. En 1577, il est élu Ministre Provincial de Vénétie. En 1579, lors du chapitre général de l’ordre tenu à Paris, il est élu 55e Ministre général de tout l’Ordre franciscain (1579-1587). Son activité fut importante notamment dans le domaine des missions. Il est ensuite nommé évêque de Cefalù en Sicile (1587), puis passe sur les sièges de Pavie, et enfin de Mantoue. En 1595, il est envoyé comme légat apostolique à Paris, pour pacifier la France et l’Espagne (1595-1598). Il revient en Italie à Mantoue, mais est aussitôt nommé nonce en Allemagne, mais parvient finalement à éviter la charge. À deux reprises, il est ambassadeur de Mantoue auprès des papes Léon X et Paul V.

## Ouvrage
- De origine seraphicæ religionis franciscanæ, eiusque prograssibus, Rome, 1587, en ligne.